# World Cup of Hockey 2016
La World Cup of Hockey 2016 è stata la terza edizione della World Cup of Hockey, torneo per nazionali organizzato dalla NHL, in collaborazione con la NHLPA e la federazione internazionale.
Questa edizione si è svolta a 12 anni di distanza da quella precedente (2004) e ha visto la partecipazione di sei nazionali (due nordamericane e quattro europee) e due selezioni di All-Stars. Tutte le partite del torneo si sono disputate all'Air Canada Centre di Toronto (Canada).

## Partecipanti
Le otto squadre partecipanti sono state annunciate dagli organizzatori nel settembre del 2015.
- Canada
- Stati Uniti
- Russia
- Svezia
- Finlandia
- Rep. Ceca
- Team North America (selezione di giocatori under-23 di Canada e USA)[1]
- Europa (selezione dei migliori giocatori europei militanti in NHL le cui nazionali non partecipino alla WCoH 2016)[1]

### Inni nazionali
Per ogni squadra, all'inizio di ciascun incontro, venne suonato l'inno nazionale. Per il Team North America sono stati suonati entrambi gli inni, The Star-Spangled Banner e O Canada. Ha fatto eccezione la selezione europea, che ha invece preferito che non suonasse alcun inno.

### Divise di gioco
Le nazionali non hanno giocato con le loro tradizionali divise, ma con tenute di gioco sviluppate appositamente da Adidas per l'occasione.

#### Gruppo A
| Repubblica Ceca | Canada | USA | Team Europe |
|                 |        |     |             |

#### Gruppo B
| Finlandia | Russia | Svezia | Team North America |
|           |        |        |                    |

## Sede ospitante
A differenza della precedente edizione, giocata in più paesi, la terza edizione della World Cup of Hockey è stata disputata in una sola città, Toronto, ed in un unico palazzo del ghiaccio, l'Air Canada Centre.
| Air Canada Centre Capacity: 18,819 |
| ---------------------------------- |
|                                    |
| Canada – Toronto                   |

## Arbitri
La NHL ha scelto arbitri e guardalinee di larga esperienza: si tratta dei quattro arbitri e altrettanti guardalinee che si sono alternati durante la finale della Stanley Cup 2016, più due arbitri e due guardialinee che hanno arbitrato le finali di conference; a questi sono stati aggiunti un ulteriore arbitro ed un guardalinee per portare a 14 il numero complessivo. Tre dei guardalinee, Derek Amell, Brian Murphy e Pierre Racicot, erano già presenti nell'edizione precedente.
| Arbitri          | Guardalinee    |
| ---------------- | -------------- |
| Gord Dwyer       | Derek Amell    |
| Eric Furlatt     | Michel Cormier |
| Chris Lee        | Shane Heyer    |
| Wes McCauley     | Steve Miller   |
| Dan O'Halloran   | Brian Murphy   |
| Dan O'Rourke     | Jonny Murray   |
| Kelly Sutherland | Pierre Racicot |

## Fase a gironi
Non erano previsti pareggi: in caso di parità ai tempi supplementari si è disputato un tempo supplementare ed eventualmente i tiri di rigore. In classifica sono stati assegnati due punti per la vittoria (sia nei tempi regolamentari che ai supplementari o rigori), ed un punto per la sconfitta nei supplementari o ai rigori. In caso di parità di punteggio in classifica tra due squadre, ha prevalso la vincitrice dello scontro diretto.

### Girone A
| P | Squadra     | G | V | VOT | POT | P | GF | GS | Pt |
| - | ----------- | - | - | --- | --- | - | -- | -- | -- |
| 1 | Canada      | 3 | 3 | 0   | 0   | 0 | 14 | 3  | 6  |
| 2 | Europa      | 3 | 1 | 1   | 0   | 1 | 7  | 6  | 4  |
| 3 | Rep. Ceca   | 3 | 1 | 0   | 1   | 1 | 6  | 12 | 3  |
| 4 | Stati Uniti | 3 | 0 | 0   | 0   | 3 | 5  | 11 | 0  |

LEGENDA:

G=Giocate, V=Vinte, P=Perse, VOT=Vinte ai supplementari, POT=Perse ai supplementari, GF=Gol Fatti, GS=Gol Subiti, Pt=Punti
| Toronto 17 settembre 2016, ore 15.30 EDT | Europa                      | 3 – 0 (1-0; 2-0; 0-0) referto | Stati Uniti | Air Canada Centre (18959 spett.)\| Arbitri: \| Gord Dwyer Kelly Sutherland \| |
| Arbitri:                                 | Gord Dwyer Kelly Sutherland |                               |             |                                                                               |

| Toronto 17 settembre 2016, ore 20.00 EDT | Canada                 | 6 – 0 (3-0; 2-0; 1-0) referto | Rep. Ceca | Air Canada Centre (18978 spett.)\| Arbitri: \| Eric Furlatt Chris Lee \| |
| Arbitri:                                 | Eric Furlatt Chris Lee |                               |           |                                                                          |

| Toronto 19 settembre 2016, ore 15.00 EDT | Rep. Ceca                     | 2 – 3 (d.t.s.) (0-0; 1-1; 1-:1; 0-1) referto | Europa | Air Canada Centre (8574 spett.)\| Arbitri: \| Eric Furlatt Kelly Sutherland \| |
| Arbitri:                                 | Eric Furlatt Kelly Sutherland |                                              |        |                                                                                |

| Toronto 20 settembre 2016, ore 20.00 EDT | Canada                    | 4 – 2 (3-1; 1-0; 0-1) referto | Stati Uniti | Air Canada Centre (19106 spett.)\| Arbitri: \| Wes McCauley Eric Furlatt \| |
| Arbitri:                                 | Wes McCauley Eric Furlatt |                               |             |                                                                             |

| Toronto 21 settembre 2016, ore 20.00 EDT | Canada                      | 4 – 1 (2-0; 1-1; 1-0) referto | Europa | Air Canada Centre (18926 spett.)\| Arbitri: \| Dan O'Rourke Dan O'Halloran \| |
| Arbitri:                                 | Dan O'Rourke Dan O'Halloran |                               |        |                                                                               |

| Toronto 22 settembre 2016, ore 20.00 EDT | Rep. Ceca            | 4 – 3 (1-1; 3-1; 0-1) referto | Stati Uniti | Air Canada Centre (11987 spett.)\| Arbitri: \| Gord Dwyer Chris Lee \| |
| Arbitri:                                 | Gord Dwyer Chris Lee |                               |             |                                                                        |

LEGENDA:

PP = Goal in superiorità numerica; SH = Goal in inferiorità numerica; EN = Goal a porta vuota

### Girone B
| P | Squadra            | G | V | VOT | POT | P | GF | GS | Pt |
| - | ------------------ | - | - | --- | --- | - | -- | -- | -- |
| 1 | Svezia             | 3 | 2 | 0   | 1   | 0 | 7  | 5  | 5  |
| 2 | Russia             | 3 | 2 | 0   | 0   | 1 | 8  | 5  | 4  |
| 3 | Team North America | 3 | 1 | 1   | 0   | 1 | 11 | 8  | 4  |
| 4 | Finlandia          | 3 | 0 | 0   | 0   | 3 | 1  | 9  | 0  |

LEGENDA:

G=Giocate, V=Vinte, P=Perse, VOT=Vinte ai supplementari, POT=Perse ai supplementari, GF=Gol Fatti, GS=Gol Subiti, Pt=Punti
| Toronto 18 settembre 2016, ore 15.30 EDT | Russia                    | 1 – 2 (0-0; 0-2; 1-0) referto | Svezia | Air Canada Centre (18966 spett.)\| Arbitri: \| Wes McCauley Dan O'Rourke \| |
| Arbitri:                                 | Wes McCauley Dan O'Rourke |                               |        |                                                                             |

| Toronto 18 settembre 2016, ore 20.00 EDT | Finlandia                | 1 – 4 (0-1; 0-3; 1-0) referto | Team North America | Air Canada Centre (19029 spett.)\| Arbitri: \| Dan O'Halloran Chris Lee \| |
| Arbitri:                                 | Dan O'Halloran Chris Lee |                               |                    |                                                                            |

| Toronto 19 settembre 2016, ore 20.00 EDT | Team North America        | 3 – 4 (1-0; 1-4; 1-0) referto | Russia | Air Canada Centre (19078 spett.)\| Arbitri: \| Gord Dwyer Dan O'Halloran \| |
| Arbitri:                                 | Gord Dwyer Dan O'Halloran |                               |        |                                                                             |

| Toronto 20 settembre 2016, ore 15.00 EDT | Finlandia              | 0 – 2 (0-0; 0-1; 0-1) referto | Svezia | Air Canada Centre (11604 spett.)\| Arbitri: \| Dan O'Rourke Chris Lee \| |
| Arbitri:                                 | Dan O'Rourke Chris Lee |                               |        |                                                                          |

| Toronto 21 settembre 2016, ore 15.00 EDT | Team North America          | 4 – 3 (d.t.s.) (3-2; 0-0; 0-1; 1-0) referto | Svezia | Air Canada Centre (19104 spett.)\| Arbitri: \| Kelly Sutherland Gord Dwyer \| |
| Arbitri:                                 | Kelly Sutherland Gord Dwyer |                                             |        |                                                                               |

| Toronto 22 settembre 2016, ore 15.00 EDT | Finlandia                 | 0 – 3 (0-0; 0-2; 0-1) referto | Russia | Air Canada Centre (12098 spett.)\| Arbitri: \| Eric Furlatt Wes McCauley \| |
| Arbitri:                                 | Eric Furlatt Wes McCauley |                               |        |                                                                             |

LEGENDA:

PP = Goal in superiorità numerica; SH = Goal in inferiorità numerica; EN = Goal a porta vuota

## Play off

### Tabellone
|  | Semifinali | Semifinali | Semifinali |  |  | Finale | Finale | Finale | Finale | Finale |  |
|  |            |            |            |  |  |        |        |        |        |        |  |
|  | 1A         | Canada     | 5          |  |  |        |        |        |        |        |  |
|  | 2B         | Russia     | 3          |  |  | Canada | Canada | Canada | 3      | 2      |  |
|  | 1B         | Svezia     | 2          |  |  | Europa | Europa | Europa | 1      | 1      |  |
|  | 2A         | Europa     | 3†         |  |  |        |        |        |        |        |  |

### Semifinali
| Arbitri: | Kelly Sutherland Wes McCauley |

| |           | |
| Crosby 7:40 Marchand (Crosby, Bergeron) 37:36 Marchand (Crosby, Bergeron) 41:16 Perry (Couture, Vlasic) 45:48 Tavares (Getzlaf, Vlasic) 49:22 | Marcatori | 28:47 Kucherov (Zaitsev, Malkin) 36:24 Kuznetsov (Telegin, Dadonov) 59:51 Panarin (Kulëmin, Kucherov) |

| Arbitri: | Dan O'Halloran Dan O'Rourke |

|                                                                           |           |                                                                                         |
| Bäckström (Strålman, Hörnqvist) 22:31 Karlsson (H. Sedin, D. Sedin) 55:28 | Marcatori | 36:27 Gáborík (Ehrhoff, Kopitar) 40:12 Tatar (Sekera) 63:43 Tatar (Zuccarello, Kopitar) |

### Finali

#### Gara 1
| Arbitri: | Wes McCauley Kelly Sutherland |

|                                                                                            |           |                                   |
| Marchand (Bergeron, Crosby) 2:33 Stamkos (Getzlaf) 13:20 Bergeron (Crosby, Marchand) 49:24 | Marcatori | 27:00 Tatar (Seidenberg, Kopitar) |

#### Gara 2
| Arbitri: | Dan O'Rourke Dan O'Halloran |

|                              |           |                                                                              |
| Chára (Sekera, Nielsen) 6:26 | Marcatori | 57:07 Bergeron (Burns, Crosby) (PP) 59:16 Marchand (Toews, Pietrangelo) (SH) |

LEGENDA:

PP = Goal in superiorità numerica; SH = Goal in inferiorità numerica; EN = Goal a porta vuota

## Vincitore
| Vincitore WCoH 2016     |
| ----------------------- |
| Canada (secondo titolo) |

### Classifica
| 1 | Canada             |
| 2 | Europa             |
| 3 | Svezia             |
| 4 | Russia             |
| 5 | Team North America |
| 6 | Rep. Ceca          |
| 7 | Stati Uniti        |
| 8 | Finlandia          |

## Classifiche individuali

### Scoring leaders
| Giocatore         | Squadra            | PG | G | A | Pt | +/- |
| ----------------- | ------------------ | -- | - | - | -- | --- |
| Sidney Crosby     | Canada             | 6  | 3 | 7 | 10 | 8   |
| Brad Marchand     | Canada             | 6  | 5 | 3 | 8  | 5   |
| Patrice Bergeron  | Canada             | 6  | 3 | 4 | 7  | 4   |
| Jonathan Toews    | Canada             | 6  | 3 | 2 | 5  | 6   |
| Matt Duchene      | Canada             | 6  | 2 | 2 | 4  | 3   |
| Nicklas Bäckström | Svezia             | 4  | 2 | 2 | 4  | 3   |
| Johnny Gaudreau   | Team North America | 3  | 2 | 2 | 4  | 2   |
| Logan Couture     | Canada             | 6  | 1 | 3 | 4  | 3   |
| John Tavares      | Canada             | 6  | 1 | 3 | 4  | 2   |
| Mats Zuccarello   | Europa             | 6  | 1 | 3 | 4  | 2   |
| Erik Karlsson     | Svezia             | 4  | 1 | 3 | 4  | 2   |

### Portieri
Sono elencati solo i portieri che hanno giocato almeno un terzo dei minuti complessivi della propria squadra.
| Giocatore        | Squadra            | PG | V | GA | GAA  | SVS%  | SO | MIP |
| ---------------- | ------------------ | -- | - | -- | ---- | ----- | -- | --- |
| Carey Price      | Canada             | 5  | 5 | 7  | 1.40 | 0.957 | 1  | 300 |
| Jaroslav Halák   | Europa             | 6  | 3 | 13 | 2.15 | 0.941 | 1  | 362 |
| Henrik Lundqvist | Svezia             | 3  | 1 | 7  | 2.25 | 0.940 | 1  | 187 |
| John Gibson      | Team North America | 2  | 1 | 3  | 2.09 | 0.932 | 0  | 86  |
| Sergei Bobrovsky | Russia             | 4  | 2 | 10 | 2.53 | 0.930 | 1  | 237 |
| Petr Mrázek      | Rep. Ceca          | 2  | 1 | 6  | 2.98 | 0.925 | 1  | 121 |
| Tuukka Rask      | Finlandia          | 2  | 0 | 4  | 2.02 | 0.920 | 0  | 119 |